# Vincenzio Vangelisti
Vincenzio Vangelisti (c. 1740–1798) fue un grabador italiano nacido en Florencia. Visitó París cuando era joven, donde se convirtió en alumno de Ignazio Hugford y Johann Georg Wille. El emperador Leopoldo II de Austria lo invitó en 1766 a Milán, donde llegó a ser profesor de la Academia de Brera, y en 1790 primer director de la Escuela de Grabado instituida por ese príncipe. Se suicidó después de haber desfigurado las placas de cobre que le quedaban. Entre los grabadores que estudiaron con él, estaban Giuseppe Longhi, quien lo sucedió como profesor, y Faustino y Pietro Anderloni.
Entre sus grabados se encuentran:
- 1. Píramo y Tisbe de una imagen de Laurent de La Hyre.
  2. Retratos de Armand de Borbón, Príncipe de Conde. Georges Louis, conde de Buffon; todo después de A. de Pujol.
  3. Sátiro y ninfa según uno de los artistas Van Loo.
  4. Virgen y Niño después de Rafael.
  5. Venus castigando a Cupido después de Agostino Carracci.